# Videojuego de un jugador

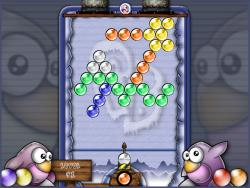
Ejemplo de un videojuego de un jugador

Un videojuego de un jugador es un videojuego que solo es controlado por un jugador a lo largo de toda la sesión de juego, dejando generalmente el control del entorno y la historia a una inteligencia artificial en caso de ser necesario. Por ejemplo, en un videojuego de lucha para un único jugador, este se enfrentaría contra un personaje controlado por la inteligencia artificial.
Un juego de un jugador o juego en solitario se refiere a un juego que solo puede ser jugado por una persona a la vez, mientras que el modo de un jugador normalmente se refiere a un modo de juego específicamente diseñado para un único jugador, aunque el juego también contenga otros modos que puedan ser disfrutados por múltiples jugadores.
Los videojuegos de un solo jugador forman una amplia temática y existen muchos en el mercado. Normalmente suelen ser aquellos en los que se maneja a un personaje a través de una historia, a veces llamado modo campaña, con varios niveles de dificultad entre los que elegir. También hay juegos sin una historia en los que se puede luchar contra la inteligencia artificial, como Counter-Strike, en los que se crean una serie de bots contra los que luchar, pudiendo el jugador practicar antes de entrar a luchar en el modo multijugador, y en los juegos de música, en donde ciertos juegos se pueden usar uno o dos controles a la vez.

## Historia
Los primeros juegos, como Tennis for Two (1958), Spacewar! (1962), y Pong (1972), eran juegos diseñados para ser jugado por dos jugadores. Los juegos de un solo jugador ganaron popularidad después de esto, con títulos tempranos como Speed Race (1974) y Space Invaders (1978).
La razón de esto, de acuerdo con Raph Koster, se debe a una combinación de varios factores: los equipos e interfaces cada vez más sofisticados que permitieron el modo de juego asimétrico, el juego cooperativo y la entrega historia dentro de un marco de juego, junto con el hecho de que la mayoría de los jugadores de juegos tempranos había introvertido tipos de personalidad (de acuerdo con el indicador Myers-Briggs).

## Elementos del juego
Como la narrativa y los enfrentamientos en una sesión para un solo jugador son creados por una computadora en lugar de un oponente humano, este tipo de títulos son capaces de proporcionar ciertas experiencias de juego que están normalmente ausentes (o minimizadas) en los títulos multijugador.

### Argumento
Las partidas de un solo jugador dependen de historias convincentes para meter al jugador en la experiencia que se está viviendo, y crear así un alto grado de inmersión. Los seres humanos son impredecibles, así que no se pueden utilizar jugadores humanos (aliados o enemigos) para avanzar una narrativa en una dirección particular, por lo que los juegos multijugador tienden a evitar centrarse en una narrativa lineal. Por el contrario, muchos juegos de un solo jugador se construyen alrededor de una historia irresistible.

### Personajes
Mientras que un título multijugador se centra en la interacción entre humanos para entretener, y también en la creación de un sentido de camaradería, un juego para un solo jugador debe crear ambas cosas artificialmente. Por lo tanto, los juegos de un solo jugador requieren una caracterización más meticulosa de sus personajes no jugables con el fin de establecer una conexión entre el jugador y los personajes amistosos, pero también para desarrollar una profunda antipatía hacia el antagonista del juego. Este es el típico caso de los juegos de rol, tales como Dragon Quest, Kingdom Hearts y la serie Final Fantasy, que están principalmente centrados en sus antagonistas.

### Excepciones
Debe tenerse en cuenta que estos elementos de juego no son reglas inamovibles escritas en piedra. Juegos tipo puzle como Tetris, los de música o los de carreras se centran en las mecánicas de juego.